# Golada do Tejo
A golada do Tejo foi uma ligação terrestre entre a Cova do Vapor, Trafaria, e o Forte de São Lourenço do Bugio.
A ligação, constituida por um banco de areia de grande extensão que actuava como quebra-mar natural, permitia travessias a pé entre a Trafaria e o forte.
A golada do Tejo foi eliminada em meados da década de 1940, devido à retirada dessa zona de enormes quantidades de areia para a realização de aterros na margem direita do Tejo, entre Belém e Algés.
A eliminação da golada do Tejo é apontada como uma das causas da perda de areia da praia da Costa da Caparica.